# Tetragonophthalma vulpina
Tetragonophthalma vulpina là một loài nhện trong họ Pisauridae.
Loài này thuộc chi Tetragonophthalma. Tetragonophthalma vulpina được Eugène Simon miêu tả năm 1898.